# Ndiago
Ndiago  ou N'Diago est une commune située dans le département de Keur Macène de la région du Trarza. 

## Géographie
Située sur la côte atlantique au sud-ouest de la Mauritanie, à la frontière sénégalo-mauritanienne, près de l’embouchure du fleuve Sénégal, la commune est en face de la ville sénégalaise Saint-Louis, dont elle est distante de seulement 15 km.
En 2000 sa population était plus de 8 440 habitants. 

### Situation environnementale
La commune de N'Diago est menacée par la montée des océans. En novembre 2018 plusieurs maisons ont été emportées par des vagues, laissant 45 familles sans abri (Obs : Abdel Kerim Mademba Diop). 

### Infrastructures
En décembre 2016 a commencé la construction d'un port militaire et commercial a Ndiago, à l'embouchure du fleuve Sénégal.
L'infrastructure comptera un port militaire à quai accostable des deux bords, une base navale, un port de pêche d'une capacité de sept quais de débarquement, un chantier naval d'une capacité de 70 navires par an, un quai de commerce pouvant recevoir plusieurs bateaux de 180 mètres de long et un point de débarquement pour la pêche artisanale.
Le projet est jugé stratégique par le gouvernement Mauritanien, qui l'a confié à la société chinoise Polytechnology, aussi connues pour ses activités dans l'industrie de l'armement. Il est financé par l'État mauritanien et coûtera 125,7 milliards d'ouguiyas mauritaniens (325 millions de dollars).
Polytechnology, la société chargée de la construction du port de Ddiago, fait l'objet de poursuites judiciaires dans de nombreux pays africains. En Namibie, au Nigeria ou encore au Zimbabwe, l'entreprise est accusée de corruption d'agent de l'État.  Polytechnology est par ailleurs accusé par les États-Unis d'avoir enfreint la loi visant à entraver le développement d'armes de destruction massive par l'Iran, la Corée du nord ou la Syrie.